# Quattro Giorni di Dunkerque 1957
La Quattro Giorni di Dunkerque 1957, terza edizione della corsa, si svolse dal 28 aprile al 1º maggio su un percorso di 787 km ripartiti in 4 tappe, con partenza e arrivo a Dunkerque. Fu vinta dal belga Jef Planckaert della Peugeot-BP-Dunlop davanti ai francesi Pierre Everaert e Jean Stablinski.

## Tappe
| Tappa  | Data      | Percorso                                  | km  | Vincitore di tappa | Leader cl. generale |
| ------ | --------- | ----------------------------------------- | --- | ------------------ | ------------------- |
| 1ª     | 28 aprile | Dunkerque > Dunkerque                     | 230 | Julien Schepens    |                     |
| 2ª     | 29 aprile | Dunkerque > Dunkerque                     | 209 | Frans Schoubben    |                     |
| 3ª     | 30 aprile | Dunkerque > Dunkerque                     | 271 | Julien Schepens    |                     |
| 4ª     | 1º maggio | Dunkerque > Dunkerque (cron. individuale) | 77  | Jef Planckaert     | Jef Planckaert      |
| Totale | Totale    | Totale                                    | 787 |                    |                     |

## Dettagli delle tappe

### 1ª tappa
- 28 aprile: Dunkerque > Dunkerque – 230 km

| Pos. | Corridore       | Squadra      | Tempo    |
| ---- | --------------- | ------------ | -------- |
| 1    | Julien Schepens | Mercier      | 6h05'22" |
| 2    | Germain Derycke | Faema-Guerra | s.t.     |
| 3    | Louis Caput     | Essor-Leroux | s.t.     |

| Pos. | Corridore | Squadra | Tempo |
| ---- | --------- | ------- | ----- |

### 2ª tappa
- 29 aprile: Dunkerque > Dunkerque – 209 km

| Pos. | Corridore       | Squadra    | Tempo    |
| ---- | --------------- | ---------- | -------- |
| 1    | Frans Schoubben | Peugeot    | 5h42'35" |
| 2    | Frans Mahn      | Locomotief | s.t.     |
| 3    | Isaac Vitre     | Mercier    | s.t.     |

| Pos. | Corridore | Squadra | Tempo |
| ---- | --------- | ------- | ----- |

### 3ª tappa
- 30 aprile: Dunkerque > Dunkerque – 271 km

| Pos. | Corridore            | Squadra    | Tempo    |
| ---- | -------------------- | ---------- | -------- |
| 1    | Julien Schepens      | Mercier    | 8h13'46" |
| 2    | Martin Van Geneugden | Mercier    | s.t.     |
| 3    | Frans Mahn           | Locomotief | s.t.     |

| Pos. | Corridore | Squadra | Tempo |
| ---- | --------- | ------- | ----- |

### 4ª tappa
- 1º maggio: Dunkerque > Dunkerque (cron. individuale) – 77 km

| Pos. | Corridore       | Squadra       | Tempo    |
| ---- | --------------- | ------------- | -------- |
| 1    | Jef Planckaert  | Peugeot       | 1h52'18" |
| 2    | Isaac Vitre     | Mercier       | a 1'28"  |
| 3    | Pierre Everaert | Saint-Raphaël | a 2'27"  |

| Pos. | Corridore       | Squadra       | Tempo     |
| ---- | --------------- | ------------- | --------- |
| 1    | Jef Planckaert  | Peugeot       | 21h54'45" |
| 2    | Pierre Everaert | Saint-Raphaël | a 2'01"   |
| 3    | Jean Stablinski | Essor-Leroux  | a 2'30"   |

## Classifiche finali

### Classifica generale
| Pos. | Corridore            | Squadra               | Tempo     |
| ---- | -------------------- | --------------------- | --------- |
| 1    | Jef Planckaert       | Peugeot-BP-Dunlop     | 21h54'45" |
| 2    | Pierre Everaert      | Saint-Raphaël         | a 2'01"   |
| 3    | Jean Stablinski      | Essor-Leroux          | a 2'30"   |
| 4    | Julien Schepens      | Mercier-BP-Hutchinson | a 2'31"   |
| 5    | Gerrit Voorting      | Locomotief-Vredestein | a 2'58"   |
| 6    | Leo van der Pluym    | Locomotief-Vredestein | a 3'00"   |
| 7    | Joseph Groussard     | Essor-Leroux          | a 3'27"   |
| 8    | Martin Van Geneugden | Mercier-BP-Hutchinson | a 5'34"   |
| 9    | Yvo Molenaers        | Plume Sport           | a 6'19"   |
| 10   | Jan Van Gompel       | Libertas              | a 7'34"   |